# Gerster Béla

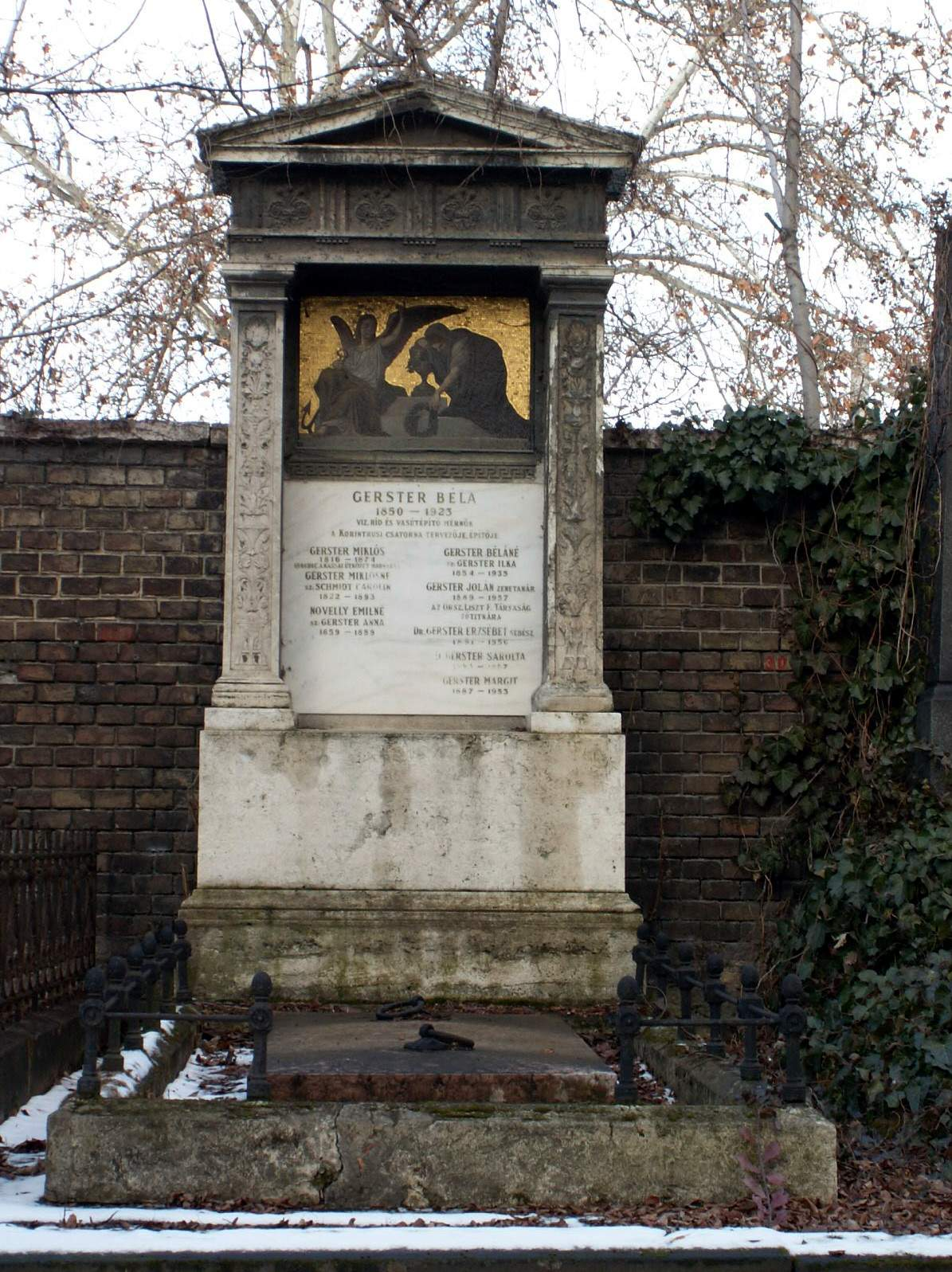
Gerster Béla sírja a Fiumei úti sírkertben. (Bal oldali falsírboltok, B-299.) Alkotók: Strobl Alajos és Lotz Károly

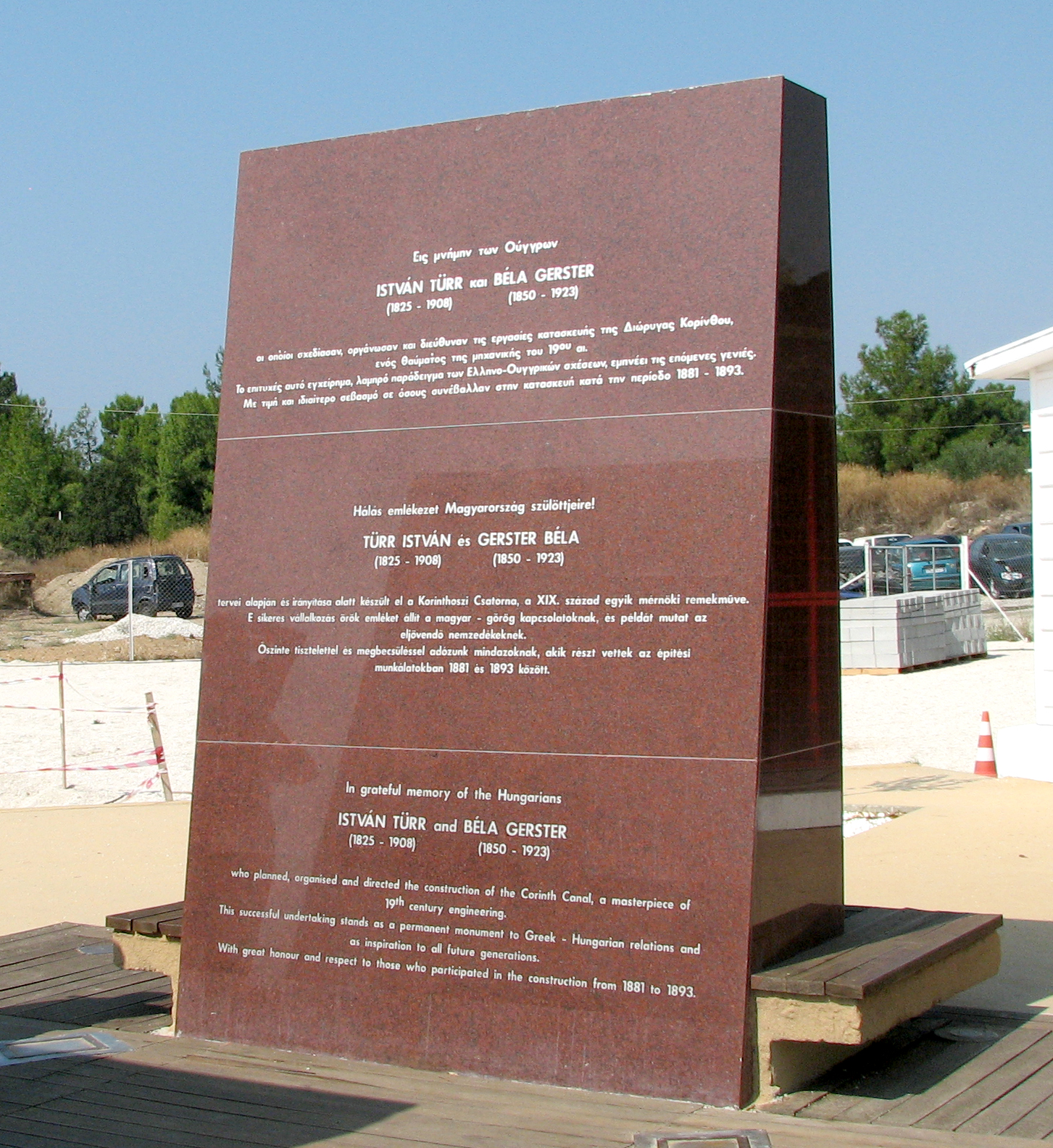
Az építők tiszteletére állított emlékmű a Korinthoszi-csatornánál

Gerster Béla (Kassa, 1850. október 20. – Budapest, 1923. augusztus 3.) magyar mérnök, a Korinthoszi-csatorna tervezője, és kivitelezésének főmérnöke.

## Élete és munkássága
A műegyetemet Bécsben végezte, és pályáját is ott kezdte városi mérnökként. Később a Ferenc-csatorna építésének főmérnöke lett. Megtervezte a vukovár–szabácsi és a felső-kulpai hajózócsatorna nyomvonalát. Ferdinand de Lesseps és Türr István társaságában 1876-ban részt vett a Panama-csatorna legjobb átvágási nyomvonalát kijelölő expedíció munkájában. Amikor 1881-ben Türr István megszerezte a görög kormány engedélyét, hogy folytassa a Korinthoszi-földszoros átvágásának elakadt munkálatait, a tervek elkészítésével Gerstert bízták meg, majd a csatornaépítő vállalat főmérnökeként ő vezette a munkálatokat. A neve elválaszthatatlanul összefonódott a – már Néró császár idejében (Kr. u. 68-ban) kezdett (ám akkor meghiúsult) – Korinthoszi-csatornával.
Ennek építésében még négy magyar mérnök – Kauser István, Nyári László, Pulszky Garibaldi és Stéghmüller István – vett részt. Gerster a 80 méter magas hátság átvágását 1882-ben négyezer építőmunkással kezdte meg. A csatorna hossza 6345 méter, talpszélessége 25 méter, a víz mélysége 8,5 méter. Egyidejűleg két kikötőt is építettek, továbbá egy hidat a peloponnészoszi vasútnak. Az építési munkák során 11 millió köbméter földet és kőzetet termeltek ki, elhasználtak 1200 tonna lőport és 450 tonna dinamitot. Az így végre elkészült művet 1893. augusztus 6-án I. György görög király és felesége, Olga királyné – Ferenc József osztrák császár és magyar király jelenlétében – ünnepélyesen felavatta, majd a mesterséges vízi utat 1893. október 28-án forgalomba helyezték. Az építési munkákról Gerster Béla A korinthusi földszoros és átmetszése című magyar és francia nyelvű könyvében számolt be. Ez utóbbit számos fénykép, mérnöki rajz és térkép illusztrálja.
Gerster itthon részt vett Türr István nagyszabású vízgazdálkodási terveinek kidolgozásában, majd a lázas vasútépítés időszakában tizenhárom hazai vasútvonal tervezését és megépítését irányította. Végül 1919-ben a Duna–Tisza-csatorna építési munkáit vezette. A Fiumei úti sírkertben édesapja, Gerster Miklós 1848-as honvéd hadnagy mellett helyezték örök nyugalomra. 1957-ben lányát, Gerster Jolán zenepedagógust is ide temették.

## Források

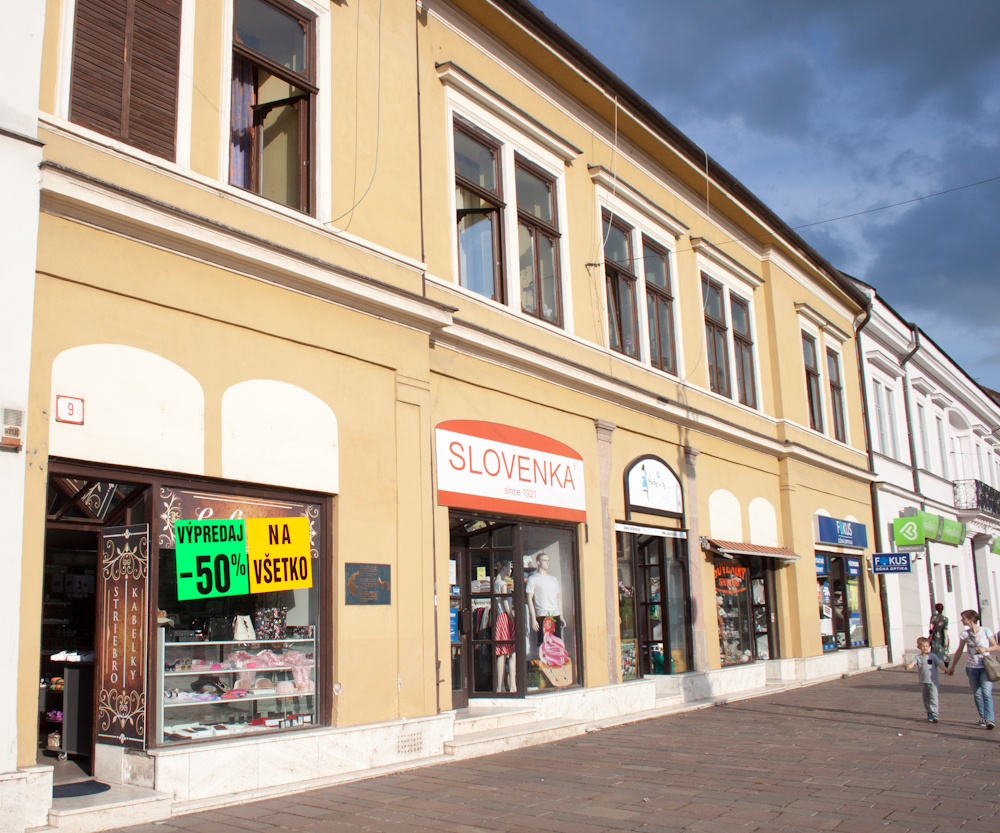
Gerster Béla szülőháza a kassai Fő utcán

## Művei
- A korinthusi földszoros és átmetszése. Márkus ny., Budapest, 1894. 2, 144 o. 15 t.
- L'isthme de Corinthe et son percement. Márkus, Budapest, 1896. 146 o. 17 t. (online)